# Kraftwerk Montézic

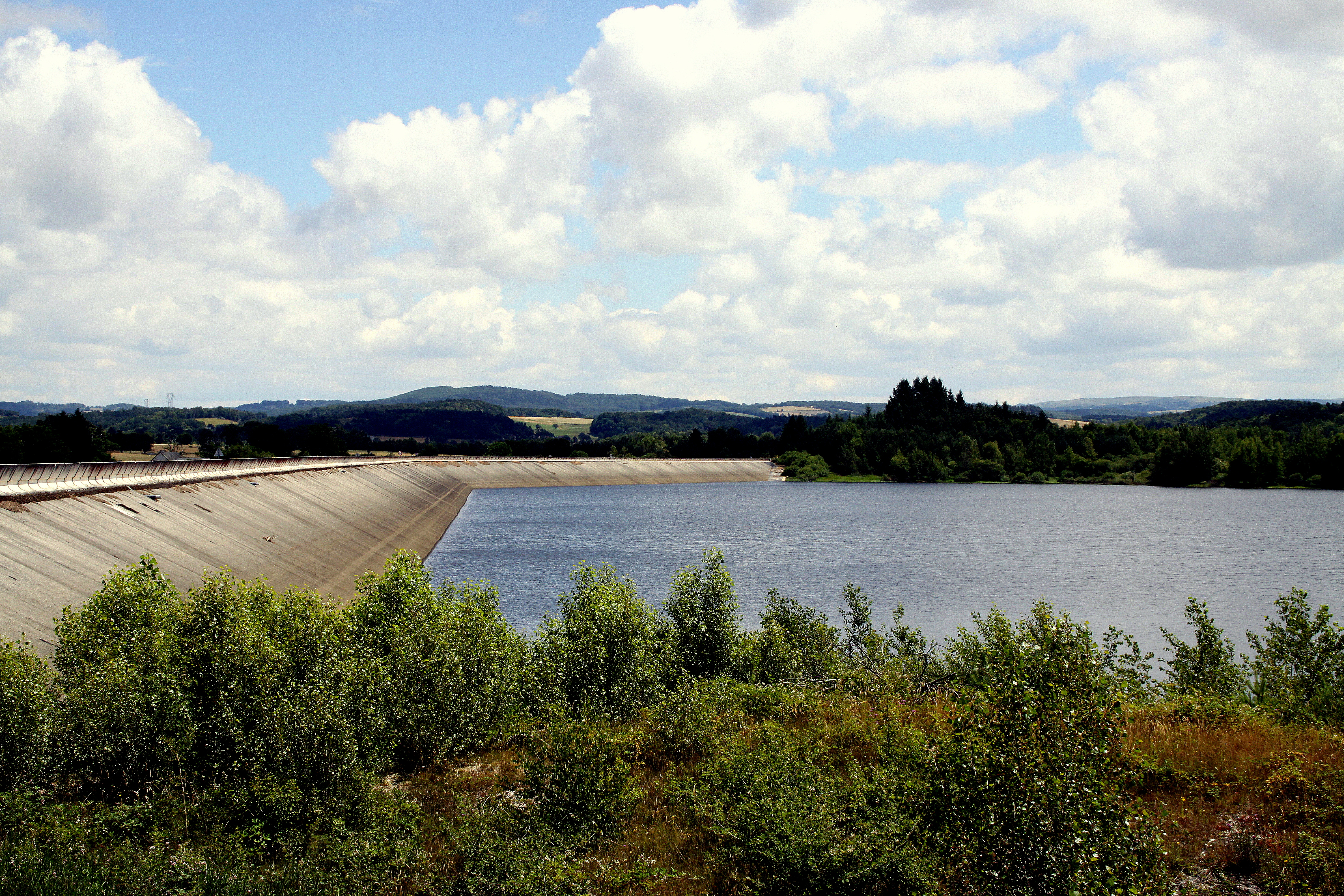
Kraftwerk Montézic, Staumauer und -see (2014)

Das Kraftwerk Montézic (französisch Centrale de Montézic) ist mit einer installierten Leistung von 912 MW das zweitgrößte Pumpspeicherkraftwerk Frankreichs nach dem Kraftwerk Grand-Maison. Die vier Generatoren des Kraftwerks leisten jeder maximal 228 MW. Sie wurden 1983 in Betrieb genommen und befinden sich in einem unterirdischen Maschinenhaus. Montézic ist im Besitz der Electricité de France (EDF) und wird auch von der EDF betrieben.
Das Unterbecken des Kraftwerks bildet die Talsperre von Couesque am Fluss Truyère, das Oberbecken die Talsperre von Montézic. Die beiden Talsperren und das Kraftwerk Montézic sind Teil einer Kette von 15 Talsperren und 9 Wasserkraftwerken an den Flüssen Truyère und Lot, die zusammen eine installierte Leistung von 1950 MW aufweisen.
Bei vollem Oberbecken kann das Kraftwerk Montézic 30 Stunden lang 900 MW liefern. Umgekehrt benötigen die Pumpen 40 Stunden, um das leere Oberbecken zu füllen.